# ホテルアルファーワン
ホテルアルファーワン（HOTEL α-1）は、株式会社ホテル・アルファ・ワン事業本社が運営し全国展開しているビジネスホテルチェーン。
「ホテル・アルファーワン」や「ホテルα-1」など、掲載される媒体によっては表記に揺れや交ぜ書きが生じることがある。

## 沿革
- 1970年（昭和45年）：中央鋼建産業株式会社として設立
- 1983年（昭和58年）12月20日：第1号店の『ホテルアルファーワン富山』（現 富山荒町）を開業[1]
- 1989年（平成元年）：株式会社ホテル・アルファ・ワン事業本社に商号を変更

## 店舗一覧
東北地方から九州地方にかけ、『ホテルアルファーワン○○』の名称で各県の地方都市を中心に出店している（「○○」には主に都市名が入る）。
東北地方
- 秋田（秋田県秋田市、2004年（平成16年）3月31日開業『ホテルアルファーワン秋田』開業[3]）
- 酒田（山形県酒田市）
- 鶴岡（山形県鶴岡市）
- 山形（山形県山形市）
- 米沢（山形県米沢市）
- いわき（福島県いわき市）
- 郡山（福島県郡山市）
- 郡山東口（福島県郡山市）
- 会津若松（福島県会津若松市）

関東地方
- 横浜関内（神奈川県横浜市中区）

甲信越地方
- 新潟（新潟県新潟市中央区）
- 長岡（新潟県長岡市）
- 柏崎（新潟県柏崎市）
- 上越（新潟県上越市）

北陸地方
- 富山駅前（富山県富山市）
- 富山荒町（富山県富山市）
- 高岡（富山県高岡市）
- 高岡駅前（富山県高岡市）
- 能登和倉（石川県七尾市）
- 金沢シティホテル（石川県金沢市）
- 鯖江（福井県鯖江市）
- 敦賀（福井県敦賀市）
- 敦賀バイパス（福井県敦賀市）

東海地方
- 御殿場インター（静岡県御殿場市）
- 三島（静岡県三島市）
- 高山（岐阜県高山市）
- 高山バイパス（岐阜県高山市）

近畿地方
- 大津（滋賀県大津市）
- 北心斎橋（大阪府大阪市）
- 姫路南口（兵庫県姫路市）

中国地方
- 鳥取（鳥取県鳥取市）
- 米子（鳥取県米子市）
- 松江（島根県松江市）
- 第2松江（島根県松江市）
- 出雲（島根県出雲市）
- 津山（岡山県津山市）
- 倉敷（岡山県倉敷市）
- 三次（広島県三次市）
- 尾道（広島県尾道市）
- 岩国（山口県岩国市）
- 徳山（山口県周南市）
- 防府（山口県防府市）
- 山口インター（山口県山口市）
- 小郡（山口県山口市）

四国地方
- 丸亀（香川県丸亀市）
- 新居浜（愛媛県新居浜市）

九州地方
- 八代（熊本県八代市）
- 都城（宮崎県都城市）

### 過去の店舗
- 桜木町（富山県富山市） - 2009年10月24日閉館
- 豊田（愛知県豊田市） - 2021年8月1日営業終了[4]

## α-1パスポート
チェックイン後、領収書と共に手帳を模した会員証の『α-1パスポート』が配布される。パスポート（10年用）のように赤を基調とした表紙となっている。
パスポート内には個人情報を記載するページがあり、次回以降のチェックイン時に呈示すれば手続きを簡略化することができる。
領収書の隅には「サービスマーク」が1つ描かれており、これを切り取ってパスポート内の所定の表に貼り付けていくと、枚数に応じたキャッシュバックを受けられる。マークは最大20枚貼ることができ、20枚集めると次回の宿泊時に全額が返金される。
有効期限は設けられていないが、紛失時やキャッシュバックを一度でも使用するとそのパスポートは失効となる。
なお、「富山駅前」と「富山荒町」ではこれとは別に独自の『メンバーズカード』が発行されており、パスポートは使用できない。互換性もないため、注意が必要。

## α-１ポイントカード[6]
2012年5月7日「α-１ポイントカード」サービス開始。
オフィシャルサイト・電話予約は5ポイント、その他の予約は2ポイントが加算される。
サービスマークは、1枚＝5ポイントとしてポイントカードへ移行できる。
キャッシュバック率は20ポイント→10%、40ポイント→30%、60ポイント→50%、80ポイント→70%、100ポイント→100%。
ポイントカードの有効期限は最終利用日から2年間。
なお、α-1パスポートと同様、「富山駅前」と「富山荒町」ではポイントカードは使用できない。

## 店舗画像

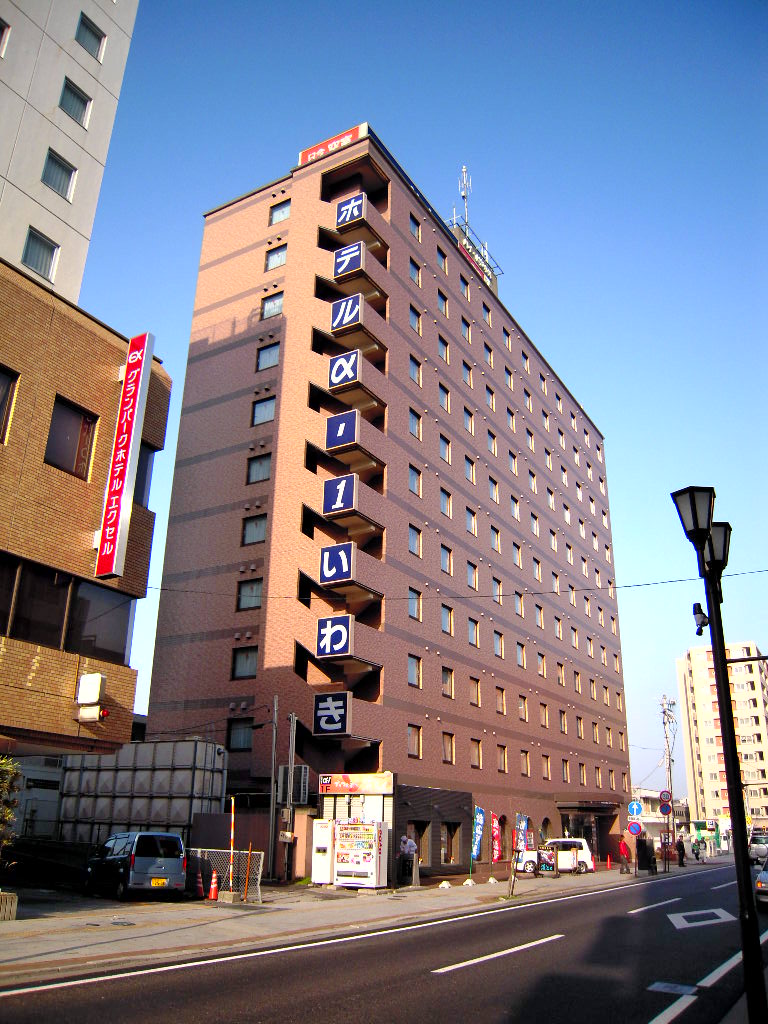
ホテルアルファーワンいわき
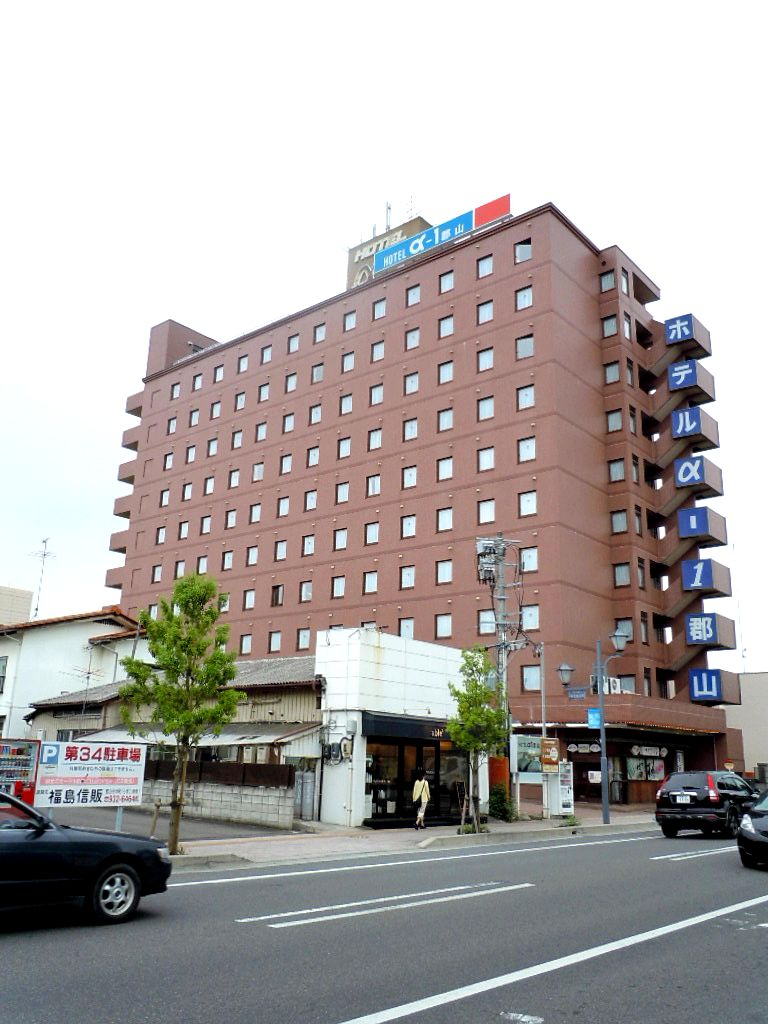
ホテルアルファーワン郡山
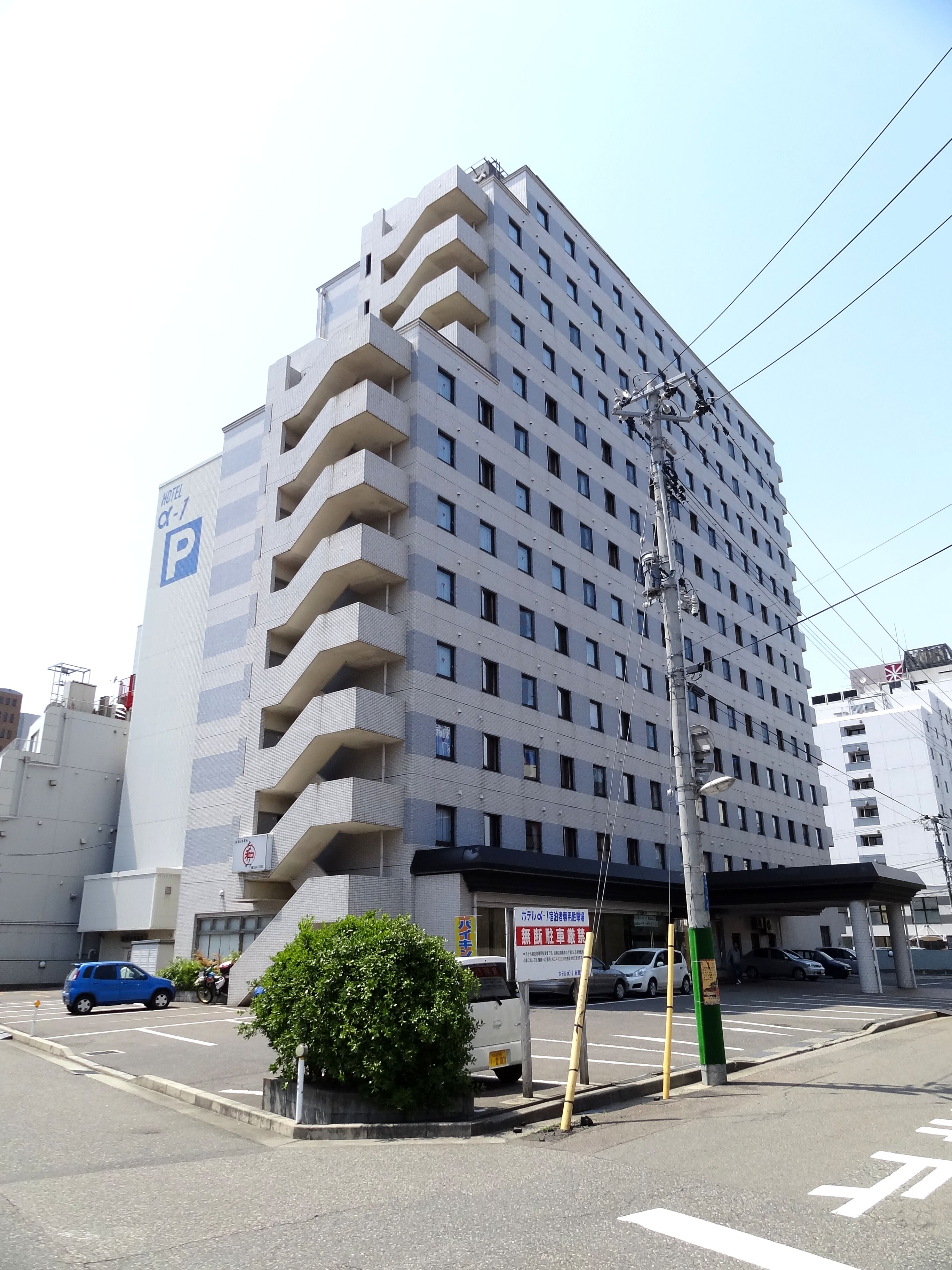
ホテルアルファーワン新潟
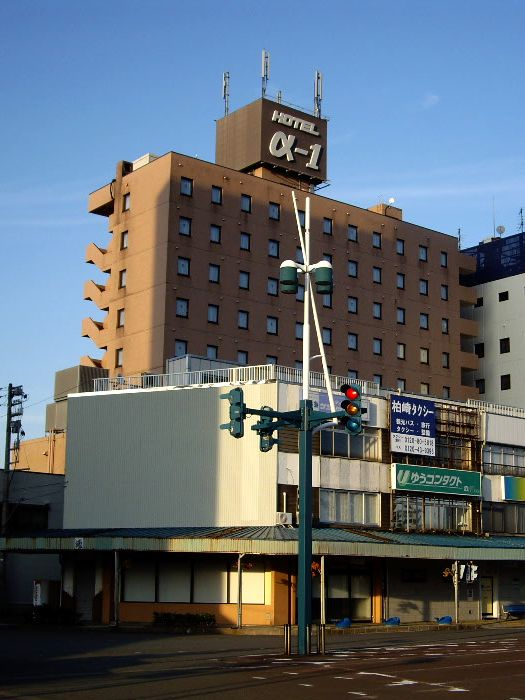
ホテルアルファーワン柏崎

## 関連会社
- 株式会社ホテル・アルファーワン・システムズ
- 株式会社ホテルアルファーワン・ディベロップメント
- 株式会社ホテルアルファーワンレント営業本社
- 株式会社プラストレーディング